# Liste der Kulturdenkmäler in Dahnen
In der Liste der Kulturdenkmäler in Dahnen sind alle Kulturdenkmäler der rheinland-pfälzischen Ortsgemeinde Dahnen aufgeführt. Grundlage ist die Denkmalliste des Landes Rheinland-Pfalz (Stand: 27. Juni 2022).

## Einzeldenkmäler
| Bezeichnung                                            | Lage                                                                      | Baujahr                     | Beschreibung | Bild                           |
| ------------------------------------------------------ | ------------------------------------------------------------------------- | --------------------------- | --- | ------------------------------ |
| Kapelle St. Kosmas und St. Damian                      | Daleidener Straße 1 Lage                                                  | 1741                        | Saalbau mit Spitzhelmdachreiter, bezeichnet 1741, wohl 1808 erneuert | weitere Bilder Fotos hochladen |
| Quereinhaus                                            | Hauptstraße 15 Lage                                                       | 1733                        | Quereinhaus, bezeichnet 1733, Erweiterung im 19. Jahrhundert, Stallscheune bezeichnet 1731; mit baufester Ausstattung                                                                                                 | BW                             |
| Katholische Pfarrkirche St. Servatius und St. Matthias | Hauptstraße 16 Lage                                                       | 14. Jahrhundert             | mittelalterlicher Chorturm, eventuell aus dem 14. Jahrhundert, Zeltdach von 1829; spätestgotisches zweischiffiges Langhaus, frühes 16. Jahrhundert, barocker Umbau bezeichnet 1732, 1954/55 Erweiterung durch Querbau | weitere Bilder Fotos hochladen |
| Portal                                                 | Kobeneck, an Nr. 1 Lage                                                   | 1846                        | Eingangsachse des ehemaligen Wohnhauses, bezeichnet 1846 | BW                             |
| Wegekreuz                                              | südlich des Ortes an der L 1 Lage                                         | Mitte des 19. Jahrhunderts  | Wegekreuz; kleines Schiefer-Balkenkreuz, Mitte des 19. Jahrhunderts | Fotos hochladen                |
| Steinkaulsmühle                                        | südöstlich des Ortes am Mühlbach Lage                                     | 19. Jahrhundert             | Steinkaulsmühle; technische Einrichtung im Mühlengebäude, 19. Jahrhundert, im Holzschuppen Schaufelrad | BW                             |
| Wegekreuz                                              | westlich des Ortes im Ourtal, in der Nähe der ehemaligen Lorenzmühle Lage | Anfang des 20. Jahrhunderts | Wegekreuz; großes neugotisches Kruzifix auf Stufenunterbau, wohl vom Anfang des 20. Jahrhunderts | BW                             |